# 520
Évszázadok: 5. század – 6. század – 7. század
Évtizedek: 470-es évek – 480-as évek – 490-es évek – 500-as évek – 510-es évek – 520-as évek – 530-as évek – 540-es évek – 550-es évek – 560-as évek – 570-es évek
Évek: 515 – 516 – 517 – 518 –  519 – 520 – 521 – 522 – 523 – 524 – 525

## Események

### Európa
- Konstantinápolyban Iusztinosz császár Vitalianust, a korábbi lázadót nevezi ki consulnak. Nyár közepén azonban meggyilkolják, feltehetően a császár unokaöccse, Iusztinianosz kezdeményezésére, aki el akart távolítani egy potenciális riválist.
- Meghal Kappadókiai János konstantinápolyi pátriárka. Utóda Epiphaniosz.
- Theoderic itáliai király Ravennában megépítteti a mauzóleumát.

## Születések
- II. Iusztinosz, bizánci császár
- II. Pelagius, római pápa
- Szent Radegunda, I. Clothar frank király felesége
- Szent Malo, keresztény szent
- Bragai Szent Márton, keresztény szent

## Halálozások
- Kappadókiai János, konstantinápolyi pátriárka
- Vitalianus, bizánci politikus

## Fordítás
- Ez a szócikk részben vagy egészben  a(z)   520 című angol Wikipédia-szócikk ezen változatának fordításán alapul.  Az eredeti cikk szerkesztőit annak laptörténete sorolja fel. Ez a jelzés csupán a megfogalmazás eredetét és a szerzői jogokat jelzi, nem szolgál a cikkben szereplő információk forrásmegjelöléseként.